# John Scott, 9. Duke of Buccleuch

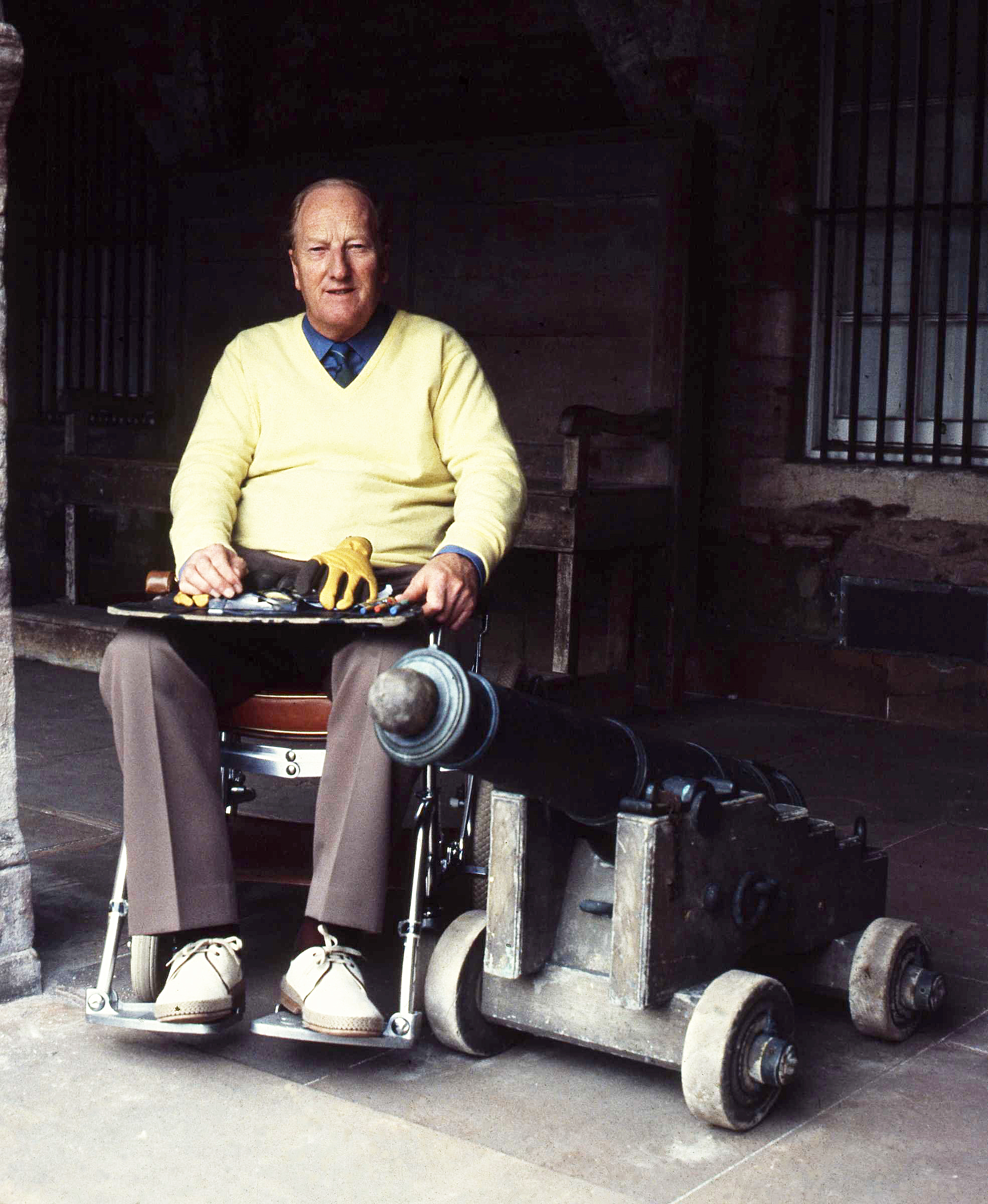
John Scott, 9. Duke of Buccleuch, 1986

Wappen des John Scott, 9. Duke of Buccleuch

Walter Francis John Montagu-Douglas-Scott, 9. Duke of Buccleuch, KT (* 28. September 1923 in Westminster; † 4. September 2007 in Selkirk, Scottish Borders) war ein schottischer Adliger, Politiker und Landbesitzer.

## Leben
Er war der einzige Sohn des Walter Montagu-Douglas-Scott, 8. Duke of Buccleuch, und der Mary Lascelles. Als Heir apparent seines Vaters führte er von 1926 bis 1935 den Höflichkeitstitel Lord Eskdaill und von 1935 bis 1973 den des Earl of Dalkeith. Er besuchte das Eton College und studierte dann am Christ Church College der University of Oxford.
Im Jahr 1953 heiratete er Jane McNeill. Der Ehe entstammen vier Kinder:
- Richard Scott, 10. Duke of Buccleuch (* 1954),
- Lord William Montagu-Douglas-Scott (* 1957),
- Lady Charlotte-Anne Montagu-Douglas-Scott (* 1966),
- Lord Damian Montagu-Douglas-Scott (* 1970).

Im Jahr 1972 hatte Scott einen Reitunfall, bei dem er eine Wirbelsäulenverletzung erlitt. Danach war er auf den Rollstuhl angewiesen.
Beim Tod seines Vaters am 4. Oktober 1973 erbte er dessen Adelstitel als 9. Duke of Buccleuch und 11. Duke of Queensberry und wurde erblicher Chief des Clan Scott. Sein geschätztes Gesamtvermögen belief sich auf etwa 455 Millionen Pfund, inklusive 55 Millionen Pfund Privatvermögen. Hierzu gehörten insbesondere größere Ländereien in Schottland und Northamptonshire mit mehreren Schlössern und Landhäusern. Scott war der größte private Landbesitzer im Vereinigten Königreich.
Er starb am 4. September 2007 nach einer kurzen Krankheit in seinem Anwesen Bowhill House in Schottland.

## Militärische Karriere
Er diente von 1942 bis 1971 in der Royal Naval Reserve. Im Zweiten Weltkrieg war er auf mehreren Sloops und Fregatten im Nordatlantik eingesetzt. Zuletzt bekleidete er den Rang eines Lieutenant Commanders. 1988 wurde er zum ehrenhalber zum Captain der Royal Naval Reserve ernannt.
Er war Captain in der Royal Company of Archers und Silver Stick für Schottland.

## Politische Karriere
Er war ab 1958 Mitglied des County Councils von Roxburghshire und war ab 1960 konservativer Abgeordneter im House of Commons für den Wahlkreis Edinburgh North. Zeitweise war er auch parlamentarischer Privatsekretär des Lord Advocate (schottischer Generalstaatsanwalt mit Ministerrang) und des Ministers für Schottland. 1973 erbte er die Adelstitel seines Vaters. Mit diesen war bis 1999 ein Sitz im House of Lords verbunden, weshalb er aus dem House of Commons ausschied.
Von 1974 bis 1998 hatte er das Amt des Lord Lieutenant von Roxburghshire inne. 1978 wurde er als Knight Companion in den Distelorden aufgenommen. Ab 1992 war er Kanzler dieses Ordens. 1992 wurde ihm die Bledisloe Gold Medal der Royal Agricultural Society of England verliehen.